# SASORI IN U.S.A.
『SASORI IN U.S.A.』は、1997年制作の日米合作映画。

## 解説
篠原とおるの漫画『さそり』を原作に、70年代に梶芽衣子や多岐川裕美出演で制作され大ヒットを記録した「女囚さそりシリーズ」の97年版リメイク。
当時、テレビ朝日『トゥナイト2』のお色気司会者として人気のあった、斎藤陽子（身長170cm、B93・W63・H90）が、大胆にもヌードに挑み、初映画出演を果たしたのが本作である。
監督には、井上晴美の初主演作である「82ワニ分署」や竹内力出演のバイオレンス・アクション映画「ドーベルマン刑事」などを担当した後藤大輔を起用。
今回は、シリーズ中でも最高の制作費をかけ、アメリカのロス・アンゼルスを中心にオール・アメリカ・ロケを敢行して撮影が行われ、日米合作映画として大々的に宣伝された。

## スタッフ
- 監督 - 後藤大輔
- 製作者 - 横内正昭 、椙本英雄、河村雄太郎
- プロデューサー - 山崎伸介、北條知子、角田昇
- 原作 - 篠原とおる
- 脚本 - 佐伯俊道
- 企画 - 横内正昭 、椙本英雄、河村雄太郎
- 撮影 - 渡部眞
- 音楽 - EISEN
- 主題曲 - THE NAME OF LOVE with YOKO SAITO「あなたを眠らせたい」
- 美術 - YUKI NAKAMURA 、GENE ABEL
- 編集 - 阿部浩英
- 衣装 - JUNKI OKADA
- 録音 - HAL TAKAHASHI
- スクリプター - 皆川悦子
- スチール - ABRAMPERSTEIN
- 助監督 - MAKI OSADA
- 製作 - ワニブックス 、ビジョンスギモト、フジテレビジョン

## 出演
- 斎藤陽子 - 松島ナミ
- 越智静香 - ユキコ・キダ
- 杉本哲太 - 杉見次郎
- KRISTIN NORTON - ザーミラ
- 菊池隆則 - ジミー吉岡
- MICHAEL HEGEDUS - クーパー
- KIMBERLY SHALOM VALENTINO - サンドラ
- CAROL HOYT - リンダ
- BEBRAAZA - リズ
- KEVIN CROWTHER - ポール
- FRANCISCO VIANA - ディーノ
- DANIELS - フラー
- HANKMATT - アンソニー
- KIM DELGADO - 検察官

## 米国版リリース
米国版DVDは、"Scorpion's Revenge"の名のもと、Asian Pulp Cinemaから発売。